# Mouvement rastafari
Pour les articles homonymes, voir Rastas.
 (avril 2025).
Si vous disposez d'ouvrages ou d'articles de référence ou si vous connaissez des sites web de qualité traitant du thème abordé ici, merci de compléter l'article en donnant les références utiles à sa vérifiabilité et en les liant à la section « Notes et références ».

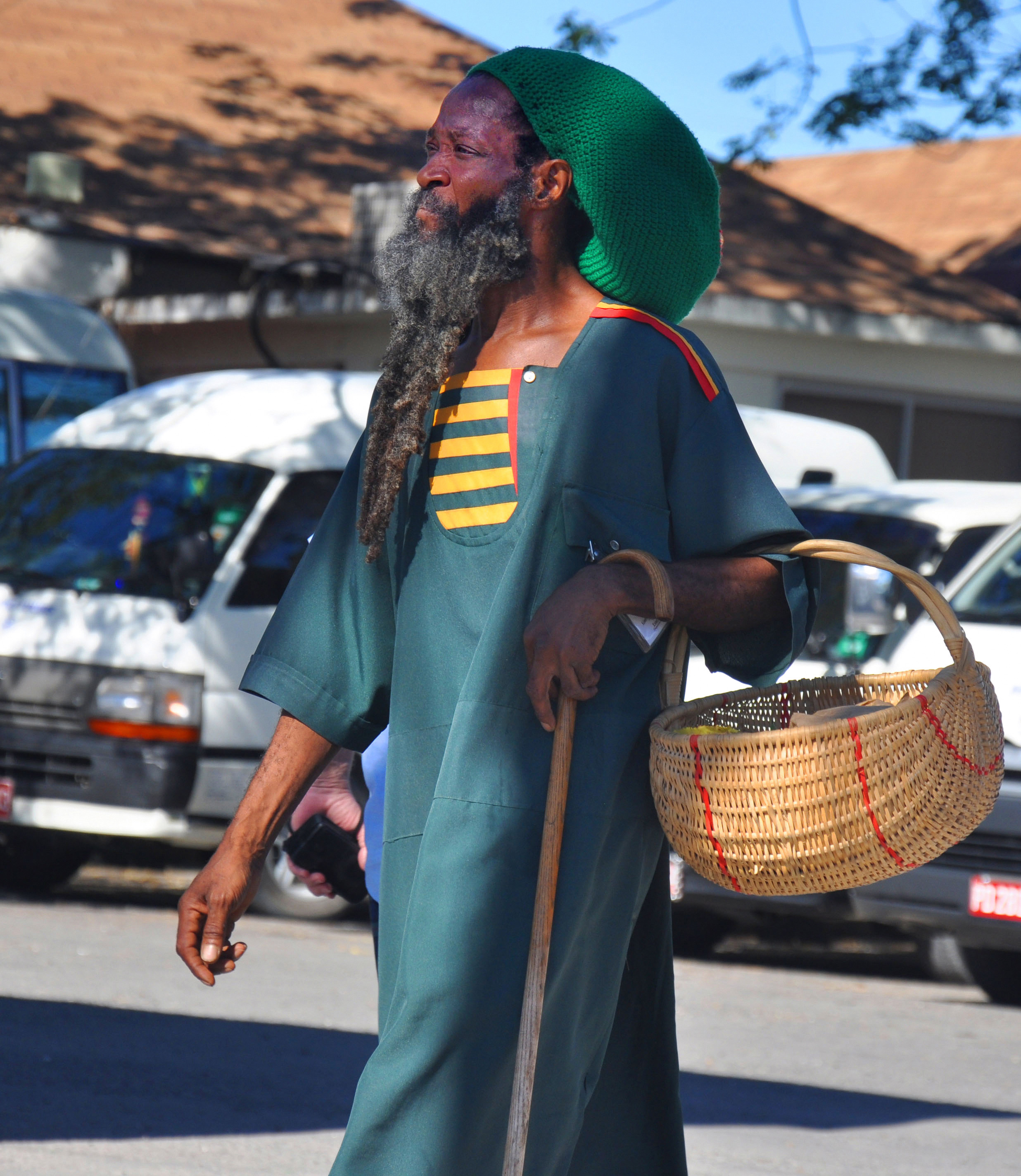
Un rastafari, en Jamaïque.

L'ancien drapeau de l'Éthiopie, utilisé à l'époque de l'Empire, est un des symboles du mouvement rastafari.

Le mouvement rastafari (ou « rasta ») est un mouvement social, culturel et spirituel qui s’est développé à partir de la Jamaïque dans les années 1930.
Le nom du mouvement vient de ras Tafari Makonnen couronné en 1930 negusse negest d'Éthiopie, lion conquérant de la tribu de Juda, sous le nom d'Haïlé Sélassié Ier. Au XXe siècle, ce mouvement a été mondialement popularisé à travers le succès du chanteur jamaïcain Bob Marley. Il s'agit d'un mouvement essentiellement dérivé du judéo-christianisme.

## Histoire

### Origines
De nombreuses Églises chrétiennes (Églises anglicane, méthodiste, baptiste, catholique romaine, adventiste du Septième jour, Église de Dieu (ainsi que l’Église éthiopienne orthodoxe depuis 1997) sont présentes en Jamaïque, où elles regroupent plus de 80 % de la population. Environ 10 % des Jamaïcains se revendiqueraient adeptes du mouvement rasta, apparu dans les années 1930 et initialement dérivé du christianisme.
La Jamaïque a été une colonie britannique de 1670 à 1962. Durant cette période, les colons ont christianisé les esclaves amenés d'Afrique. L'abolition de l'esclavage dans l'île, en 1833, entraîna l'émancipation de la mentalité des anciens esclaves qui, souvent, remettaient en cause l'interprétation occidentale de la Bible. C'est ainsi qu'apparaissent, dès la fin du XIXe siècle, des mouvements éthiopianistes basés sur des lectures et interprétations plus africaines des « saintes écritures ».
Leonard Percival Howell est l'un des premiers à montrer la voie d'une alternative pour ce peuple réduit en esclavage, en créant le Pinacle (aujourd'hui partiellement détruit mais toujours gardé par de fervents rastas de la première heure qui ne parlent pas créole jamaïcain, mais le patois rasta).

### Marcus Garvey

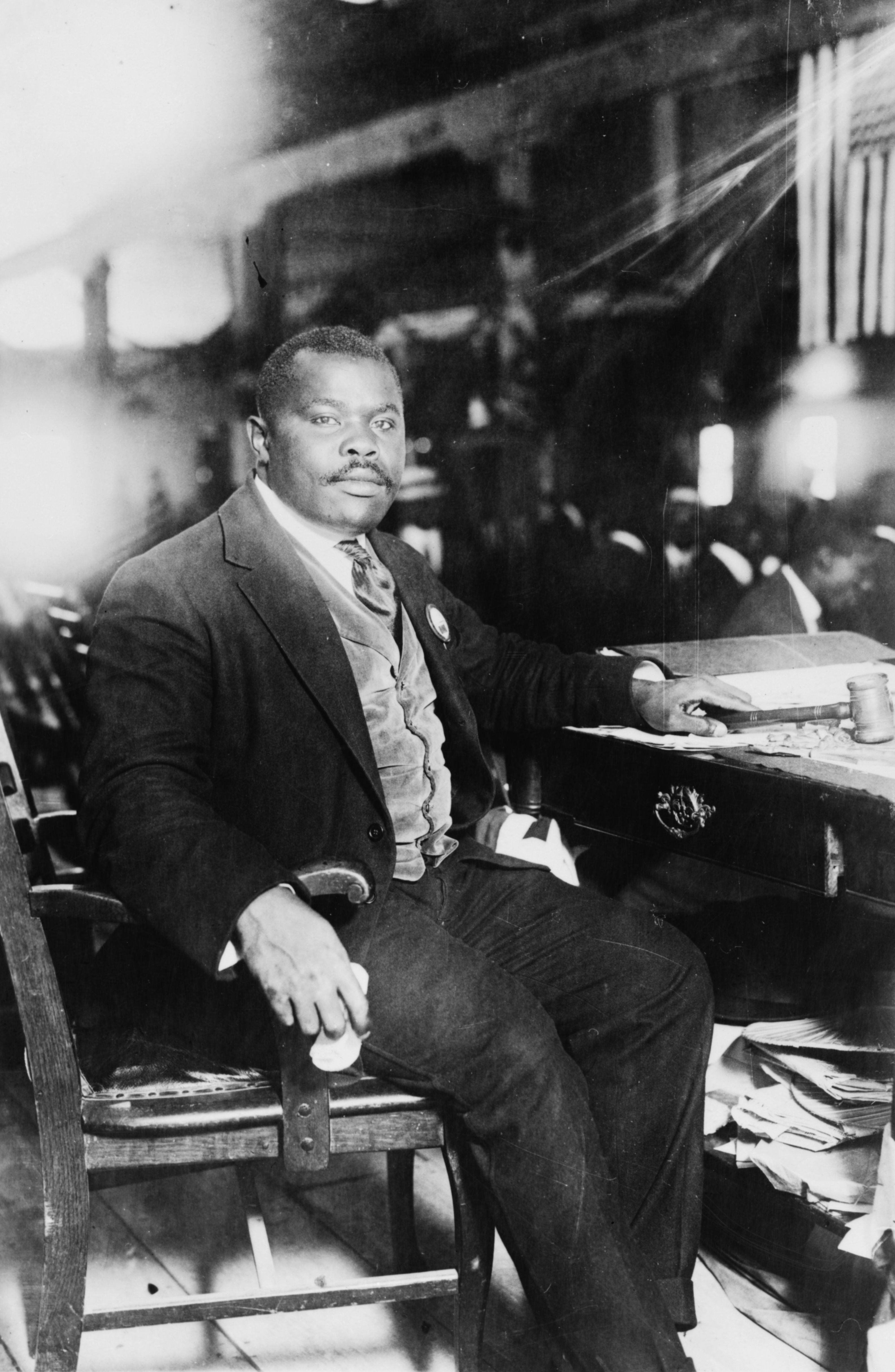
Marcus Garvey, 1924.

Le Jamaïcain Marcus Garvey (né en 1887), émigré à Harlem, devient un des premiers meneurs importants de la « cause noire ». Il fait souvent allusion à l'Éthiopie dans ses discours. Il écrit par exemple :
« Laissons le Dieu d'Isaac et le Dieu de Jacob exister pour la race qui croit au Dieu d'Isaac et de Jacob. Nous, les Noirs, croyons au Dieu d'Éthiopie, le Dieu éternel, Dieu le Fils, Dieu le Saint-Esprit, le Dieu de tous les âges. » « C'est le Dieu auquel nous croyons, et nous l'adorerons à travers les lunettes de l'Éthiopie. »
Marcus Garvey est considéré comme le premier animateur du mouvement rastafari. Il annonce la « fin des souffrances du peuple africain » en mettant en avant la reconnexion des africains outre-Atlantique avec leurs racines par le double retour à la Terre promise, à la fois spirituel (rédemption biblique) et physique (rapatriement en Afrique). Mais il n'est pas le seul.
En 1924, le révérend James Morris Webb prononce un discours cité par le quotidien conservateur Daily Gleaner : « Des grands viennent de l'Égypte ; L'Éthiopie accourt, les mains tendues vers Dieu. »

### Leonard Percival Howell
Le 2 novembre 1930, Tafari Makonnen, co-régent d'Éthiopie depuis 1916, est couronné negusä nägäst sous le nom de Haïlé Sélassié Ier (« Puissance de la Trinité »). S'appuyant sur les chroniques du Kebra Nagast (Gloire des Rois), il revendique une filiation qui remonte au roi Salomon par la reine de Saba.
Ce couronnement est perçu par une communauté d'agriculteurs éthiopianistes de Sligoville (Jamaïque) — Pinacle créé en 1940 dirigé par Leonard Percival Howell (né en 1898) — comme étant l'accomplissement de la prophétie attribuée à Garvey. Howell serait le véritable fondateur du mouvement rastafari[réf. nécessaire]. Puisant dans le communalisme, le christianisme et une interprétation de la culture éthiopienne, Howell considère Haile Sélassié comme le « Messie ». Cultivant et diffusant du cannabis, qu'il considère comme un sacrement, Howell est emprisonné en 1934, puis est interné en 1938. Pinacle est détruit par la police coloniale en 1958 et les Rastas s'installent alors à Kingston, dans le quartier de Back-o-Wall. Le nom de ce ghetto provient de sa situation géographique : il est attenant au mur d'un cimetière et nombre de Jamaïcains craignent de s'y installer par peur des fantômes.
Au même moment, différents mouvements éthiopianistes, comme le mouvement Bobo Ashanti de Charles Edwards (dit Prince Emmanuel), se développent en Jamaïque. Ils affirment notamment que les ancêtres juifs (Moïse, Jésus, etc.) de Haile Sélassié étaient, comme lui, noirs et sont identifiés peu à peu sous le nom générique de rastafarien.

### Hailé Sélassié à la Jamaïque

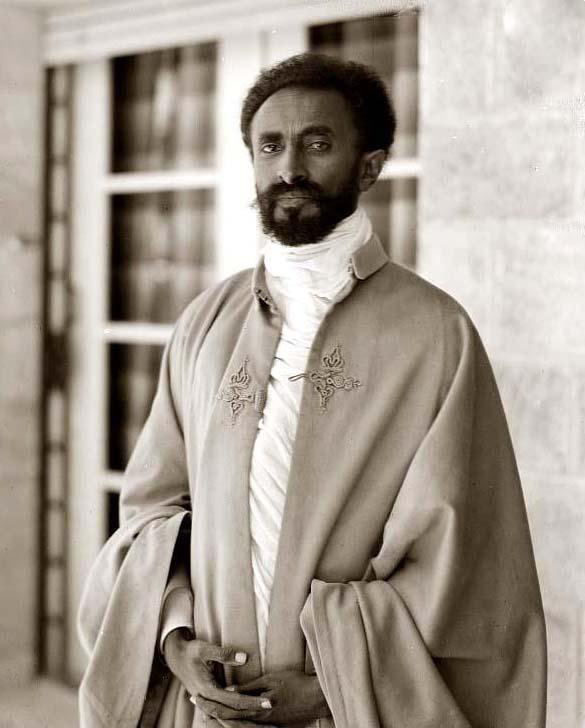
Haïlé Sélassié Ier, 1930.

Haïlé Sélassié Ier ne s'est jamais revendiqué du rastafarisme. Il effectue une visite officielle en Jamaïque en avril 1966. À son arrivée, des milliers de fidèles lui réservent un accueil triomphal. Les autorités jamaïcaines sont débordées et il a fallu chercher un médiateur : Mortimer Planno, connu pour ses enseignements. Il sera ensuite présent à chaque sortie d'Hailé Sélassié durant ce voyage. Cette visite a été pour beaucoup de Jamaïcains l'occasion de se confronter aux différentes croyances véhiculées par le mouvement et de s'en faire leur propre idée. Ainsi, lors de cette visite, Rita Marley observant la main d'Hailé Sélassié est persuadée d'y voir les stigmates du Christ (voir le film Marley). Le chanteur Bob Marley, alors aux États-Unis pendant la visite de l’empereur, devint rasta cette même année 1966.
À l'occasion de ce voyage, Hailé Sélassié concède des terres situées à Shashamané, à 300 kilomètres au sud d'Addis-Abeba, aux rastafariens par le biais de l'Ethiopian World Federation (EWF), dont il est le fondateur, pour remercier les Afro-américains et Caribéens qui essayèrent de sensibiliser l'opinion au sort de l’Éthiopie après son invasion le 3 octobre 1935 par l'Italie de Mussolini. Ce terrain est devenu pour certains rastafaris le symbole de l'unité africaine[réf. nécessaire]. Cependant, seuls quelques centaines de rastafariens (principalement de la communauté des Twelve Tribes Of Israel) s'installeront en Éthiopie.

### Développement ultérieurs

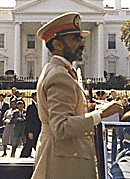
Hailé Sélassié Ier, le 1 octobre 1963 à Washington.

Des années 1930 aux années 1960, le mouvement rastafari subit des vexations et voit sa liberté de culte diminuer de la part des autorités coloniales, puis de celle de la Jamaïque indépendante. Back-o-Wall est rasé le 12 juillet 1966. Un certain nombre de rastafaris[Combien ?] s'installent alors dans les ghettos de Kingston, comme Trenchtown.
Des musiciens de rocksteady, puis de reggae comme Lee Scratch Perry, jusque-là généralement proches de la musique soul américaine et des Églises, tentent de transmettre le message rastafari dans leurs chansons. Par le biais du reggae, jusqu'alors méprisé par les producteurs et distributeurs de l'île, l'industrie musicale commence à diffuser le message rastafarien dans la Jamaïque nouvellement indépendante et en quête d'identité culturelle. Le style des trois tambours nyahbinghi, joué lors des cérémonies ou groundation, se répand (Bob Marley en tire une chanson, Selassie Is The Chapel). À partir de 1970, le rastafarisme devient dominant dans le reggae que Bob Marley fait découvrir au monde. Les rastafaris commencent alors à être reconnus en Jamaïque[réf. nécessaire], malgré la répression qui frappe la détention de cannabis, punie du bagne en Jamaïque[réf. nécessaire].

### Ère contemporaine

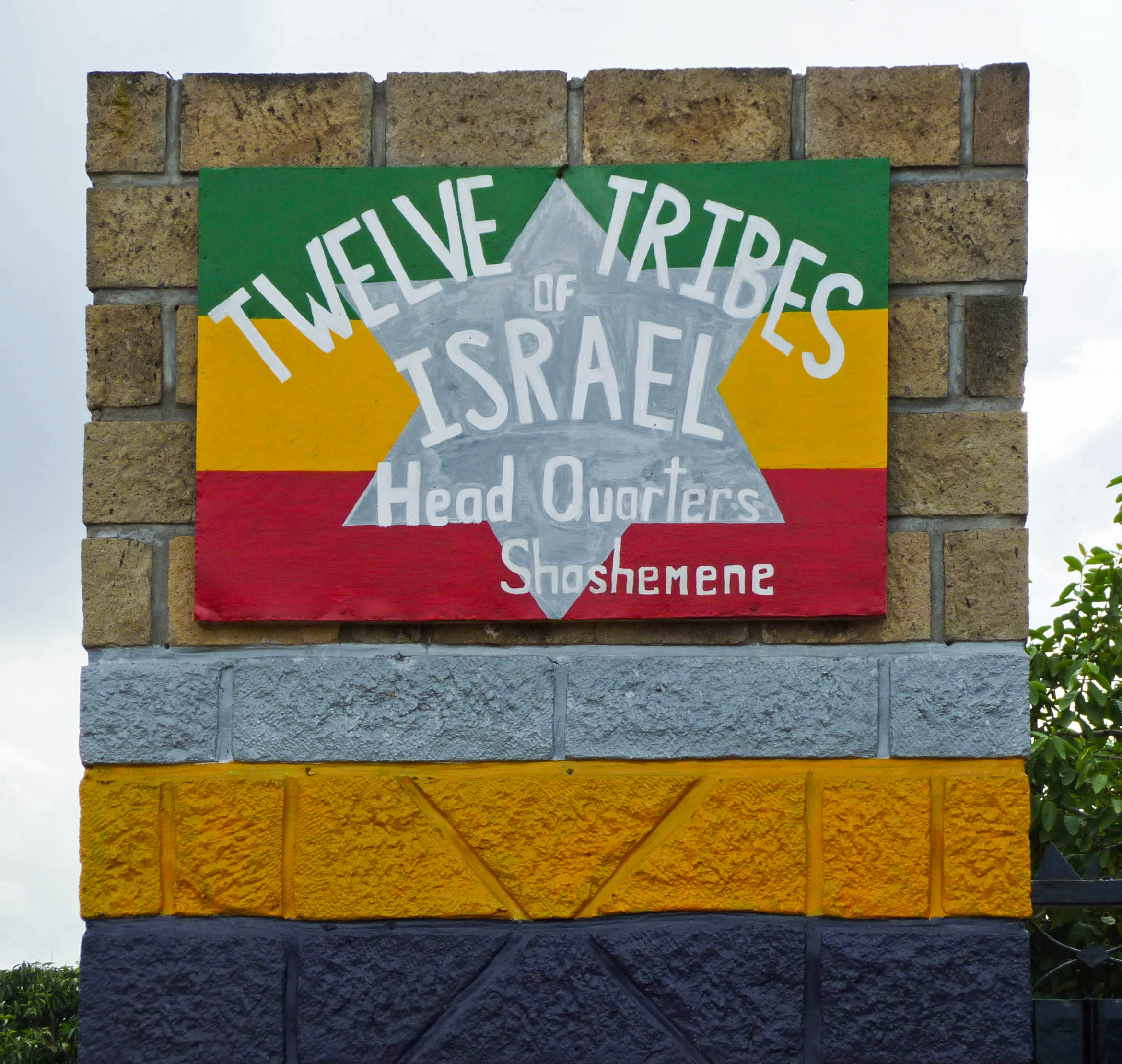
Communauté des Douze tribus d'Israël à Shashamané, en Éthiopie.

Si les rastas perdent de l'influence chez les jeunes Jamaïcains après la disparition de Bob Marley en 1981, ils restent très présents et semblent faire un retour dans le reggae à partir de 1994 avec Garnett Silk, Buju Banton, Tony Rebel, Mutabaruka, Sizzla, Capleton, etc. De nombreuses et différentes tendances rasta cohabitent en Jamaïque et sont parfois contradictoires : les Bobo Shanti, les Emmanuelites, les Ites, notamment, ainsi que des courants chrétiens plus traditionnels.
L'organisation des Douze Tribus d'Israël tente de fédérer les rastafariens, mais sans réel succès. En 1997, un parti d'obédience rastafari cherche même à se présenter aux élections[Où ?].

## Mode de vie

### Influences
La culture rastafari est marquée par diverses influences bibliques, comme le concept de Babylone. Les rastafariens utilisent la King James Bible des Anglicans (Bible du roi Jacques), mais remettent en question certains passages[réf. nécessaire] qu'ils considèrent réécrits à l'avantage des Blancs. Ils utilisent aussi le Livre aux sept sceaux, texte éthiopien de 1961[réf. nécessaire]. La première occupation d'un rastafarien au lever devrait être la lecture d'un chapitre de la Bible, selon l'adage : « A chapter a day keeps the devil away » (un chapitre par jour tient le diable éloigné). Certains passages de la Bible sont particulièrement importants pour les rastafaris, comme le deuxième exode à Babylone, le vœu du Nazarite et la première destruction du temple de Jérusalem, qui seraient la représentation de leur exil d'Afrique comme esclaves des européens.
Les rastas utilisent aussi le Kebra Nagast pour comprendre la sagesse de Salomon et de la reine de Saba.

### Pratiques
Leurs couleurs sont celles de l'Éthiopie impériale (rouge, jaune et vert frappées du Lion de Juda). Les rastas apprécient ces trois couleurs (panafricaines) sur leurs vêtements, car elles seraient symboles de noblesse s'incarnant dans le sang même (le rouge), de richesse spirituelle et matérielle (le jaune) et du royaume de Dieu sur Terre (le vert).
Un exemple de l'influence biblique est le vœu de nazarite (nom donné aux juifs qui font vœu d'ascétisme, selon l'Ancien Testament : Nombres 6:1-21) auquel les rastafariens se réfèrent souvent. Ce sont en particulier : ne pas se couper les cheveux, ce qui entraîne l'apparition de dreadlocks, ne pas consommer de viande (végétarisme), et ne pas consommer de produits de la vigne, ni aucun alcool. Les démarches à effectuer pour rompre le vœu montrent qu'il ne saurait s'appliquer identiquement de nos jours. Ce vœu est bien censé être temporaire (sept ans), alors que le mode de vie rasta, lui, devrait pouvoir se pratiquer toute sa vie durant.
Un autre point caractéristique des nazarites est le port des dreadlocks, port qui est source de beaucoup de polémiques. Le débat de savoir si les dreadlocks sont nécessaires à un rasta est encore important de nos jours. Ainsi, certains rastas pensent qu'un rasta sans dreads n'en est pas un. D'autres, comme les membres des Twelve Tribes of Israël ou les Morgan Heritage (notamment avec le titre Don't Haffi Dread To Be Rasta) pensent le contraire. Le port des dreads est une mode installée dans les ghettos de Kingston par une génération apparue après la destruction du Pinacle. Ce n'était pas initialement la marque des rastafaris, qui se laissaient auparavant pousser la barbe.
Les rastafaris suivent en général un régime appelé ital et dont la norme est végétarienne ou végétalienne/végane, afin de ne pas faire du corps un « cimetière »; ils évitent aussi d'absorber de la nourriture qui a été artificiellement préservée, aromatisée ou altérée chimiquement. Cette pratique rastafari se réfère à des écrits bibliques. La chair animale est définie par le mouvement rastafari comme un « poison » qui nourrit l'agressivité humaine, les famines dans le monde, l'obésité et la plupart des maladies.
Pour les rastafaris, le cannabis (ou « ganja ») est une herbe sacrée dont la consommation permet à l'âme de s'élever. Ils le jugent inoffensif et demandent sa légalisation. Ils s'en servent pour ses effets qui, selon eux, sont propices à la méditation. D'après eux, « l'herbe guérit la nation ». L'herbe n'est pas utilisée à but récréatif, elle est utilisée lors des prières, c'est à leurs yeux un sacrement.
Les groundations sont des cérémonies mystiques pendant lesquelles les rastas se rassemblent pour prier et échanger des idées, chanter, etc.
Le nyabinghi est l'ensemble des percussions jouées lors des cérémonies rasta (comme les groundations). Il y a trois instruments : le funde, la basse et le repeater. La musique nyabinghi est la véritable musique culturelle rasta, elle rappelle la tradition africaine. Ces instruments sont très souvent accompagnés de chants.
En lien avec sa fréquente évocation dans l'Ancien Testament, où la polygamie est possible et pratiquée par de nombreux personnages (David, Salomon, etc.), cette pratique « compte de nombreux adeptes au sein du mouvement rastafari [car] l'union fait la force ».

### Doctrines et pensées

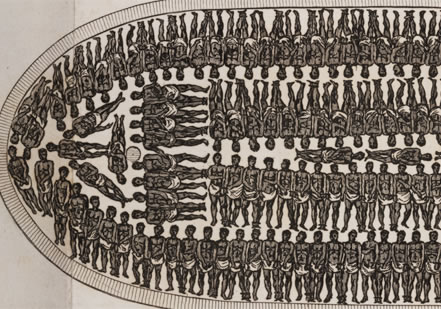
Plan représentant la manière dont les Africains étaient déportés vers l'Amérique. George Liele, prêtre baptiste, était prêcheur devant les esclaves et fonda l'Église baptiste éthiopienne en 1784 : ce fut une des bases du mouvement rastafari.

Dans sa chanson Babylon system, Bob Marley donne une définition allégorique de l'entité représentée par « Babylone » pour les membres du mouvement rastafari :

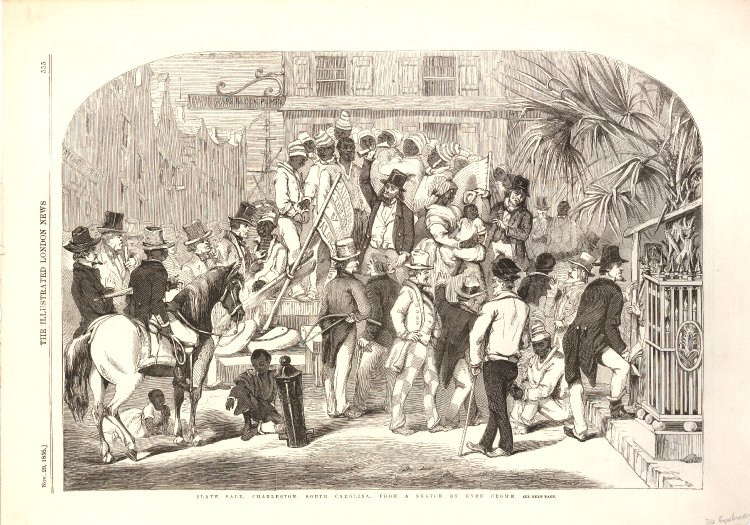
Marché aux esclaves à Charleston en Caroline du Sud aux États-Unis en 1856. L'esclavage et l'orgueil racial sont représentatifs des pires formes du satanisme de Babylone selon les Rastafaris.

« Le système babylonien est le vampire qui suce le sang de ceux qui souffrent, construisant des églises et des universités, trahissant le peuple continuellement ; je dis que ce sont des voleurs et des assassins qui regardent ailleurs maintenant, suçant le sang de ceux qui souffrent. Dites la vérité aux enfants, dites la vérité aux enfants. »

— Bob Marley, Babylon system.
« Babylone » est d'abord la figure de l'esclavagisme et de tous ceux qui y participent, activement ou passivement. Ce refus trouve ses racines dans la Bible, où les Hébreux sont libérés du joug de Pharaon grâce au Dieu de Moïse. Mais ce refus de « Babylone » n'est pas uniquement un refus de l'esclavage négrier, c'est aussi le refus de tout esclavage mental, de l'injustice, de la non répartition des richesses, de l'oppression, de tout nationalisme, des guerres et du non-respect de la nature. Toutes ces formes de « satanisme » sont vues par le mouvement rastafari comme la « Babylone » à détruire.